# Criterio di Cartan
In matematica, il criterio di Cartan è una condizione che, se soddisfatta, prova che un'algebra di Lie è risolubile. Questo implica anche l'esistenza di un criterio per provare che un'algebra di Lie è semisemplice. È basato sulla nozione di forma di Killing, ed è stato introdotto da Élie Cartan nel 1894.

## Criterio di Cartan per la risolubilità
Il criterio afferma che:
Sia  {\displaystyle {\mathfrak {g}}} un'algebra di Lie formata da endomorfismi, ovvero sottoalgebra dell'algebra generale lineare {\displaystyle GL(V)} definita su uno spazio vettoriale {\displaystyle V} di dimensione finita, su un campo {\displaystyle F} di caratteristica zero. Allora {\displaystyle {\mathfrak {g}}} è risolubile se e solo se per ogni {\displaystyle a\in {\mathfrak {g}},b\in [{\mathfrak {g}},{\mathfrak {g}}].} si ha {\displaystyle Tr(ab)=0}.
Applicando il criterio di Cartan alla rappresentazione aggiunta, si ottiene un risultato più generale:
Sia  {\displaystyle {\mathfrak {g}}} un'algebra di Lie di dimensione finita su un campo {\displaystyle F} di caratteristica zero. Allora {\displaystyle {\mathfrak {g}}} è risolubile se e solo se {\displaystyle K({\mathfrak {g}},[{\mathfrak {g}},{\mathfrak {g}}])=0}, dove {\displaystyle K} è la forma di Killing di {\displaystyle {\mathfrak {g}}}

## Criterio di Cartan per la semisemplicità
Una conseguenza del criterio è il seguente criterio per la semisemplicità:
Sia  {\displaystyle {\mathfrak {g}}} un'algebra di Lie di dimensione finita su un campo {\displaystyle F} di caratteristica zero. Allora {\displaystyle {\mathfrak {g}}} è semisemplice se e solo se la sua forma di Killing è non-degenere